# Sudans befrielsearmé

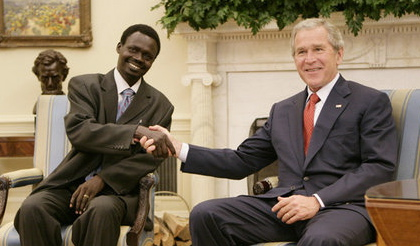
Befrielsearméns ledare Minni Minnawi tillsammans med USA:s president George W Bush

Sudans befrielsearmé, Sudan Liberation Army (SLA) är en rebellgrupp i Darfur i västra Sudan ledd av Minni Arcua Minnawi.
Rörelsen är den största av de olika konkurrerande rebellgrupperna i Darfurkonflikten, med bakgrund i Sudans befrielserörelse. 
I maj 2006 undertecknade SLA den s.k. majöverenskommelsen - ett fredsavtal med Sudans regering som bröts den 14 september 2006 sedan Minnawi förklarade att SLA (till skillnad från regeringen i Khartoum) accepterade att fredsbevarande styrkor placeras ut i Darfur, i enlighet med resolution 1706 i FN:s säkerhetsråd. 
I maj 2021 utnämndes Minni Minnawi till guvernör i Darfur.